# Mubi (langue)
Le mubi ou moubi est une langue du groupe tchadique oriental des langues afro-asiatiques, parlée au Tchad principalement dans le département de Mangalmé.